# Lactarius syringinus
Lactarius syringinus é um fungo que pertence ao gênero de cogumelos Lactarius na ordem Russulales. Encontrado na Europa, foi primeiramente descrito cientificamente por Z. Schaef. em 1956.